# Cattedrale di San Giuda apostolo (St. Petersburg)
La cattedrale di San Giuda apostolo (in inglese Cathedral of Saint Jude the Apostle) si trova a Saint Petersburg, in Florida, negli Stati Uniti d'America. La chiesa è cattedrale cattolica della diocesi di Saint Petersburg.
La parrocchia è stata fondata nel 1953. L'attuale chiesa è stata costruita nel 1963. Quando papa Paolo VI ha istituito la diocesi di Saint Petersburg il 2 marzo 1968, la chiesa è stata elevata a cattedrale della nuova diocesi.